# 赤蠵龜
赤蠵龜（學名：Caretta caretta），又稱為紅蠵龜、紅海龜、日頭龜、八卦龜、火龜，是海龜科蠵龜屬下的唯一一个種，分布於世界各地。赤蠵龜能生長的最大長度平均为90cm，但是有發現超過280cm的標本。成年赤蠵龜重約135kg，最重曾發現過超過450kg的標本。皮膚顏色從黃色到棕色，殼通常是紅棕色。在成年之前沒有太大的性別差異，成年海龜性別最明顯的差異是公海龜有著比母海龜粗的尾巴，以及較短的胸甲。
赤蠵龜在大西洋、太平洋、印度洋以及地中海都曾被發現。赤蠵龜大部分都在鹽水和河口棲息地生活，母赤蠵龜會短暫的上岸產卵。赤蠵龜繁殖率很低，母赤蠵龜平均產下四窩卵，在接下來的兩三年內不會接著產卵。赤蠵龜在17到33歲間性成熟，平均壽命為47到67歲。
赤蠵龜是雜食性的，主食底棲無脊椎動物。赤蠵龜大而有力的下顎可以有效地支解它的獵物。幼赤蠵龜有許多的天敵；龜卵特別受到陸生掠食者的威脅。一旦赤蠵龜長至成年，他們龐大的體型就會為大型海洋掠食者帶來不便，例如鯊魚。
赤蠵龜被認為是瀕危動物，受到國際自然保護聯盟保護。許多赤蠵龜的死亡是漁具造成的。赤蠵龜被拖底漁網纏住後將會窒息死亡。為了提供海龜逃生，目前已經實施了加裝海龜逃脫裝置，期望降低死亡率。失去適合築巢的海灘和外來種的入侵也對赤蠵龜數量造成損失。為了保育赤蠵龜需要國際合作，因為赤蠵龜是全球分布的，而重要的築巢地點分散在各國。
赤蠵龜和綠蠵龜，是最常被漁具困住的海龜。

## 描述

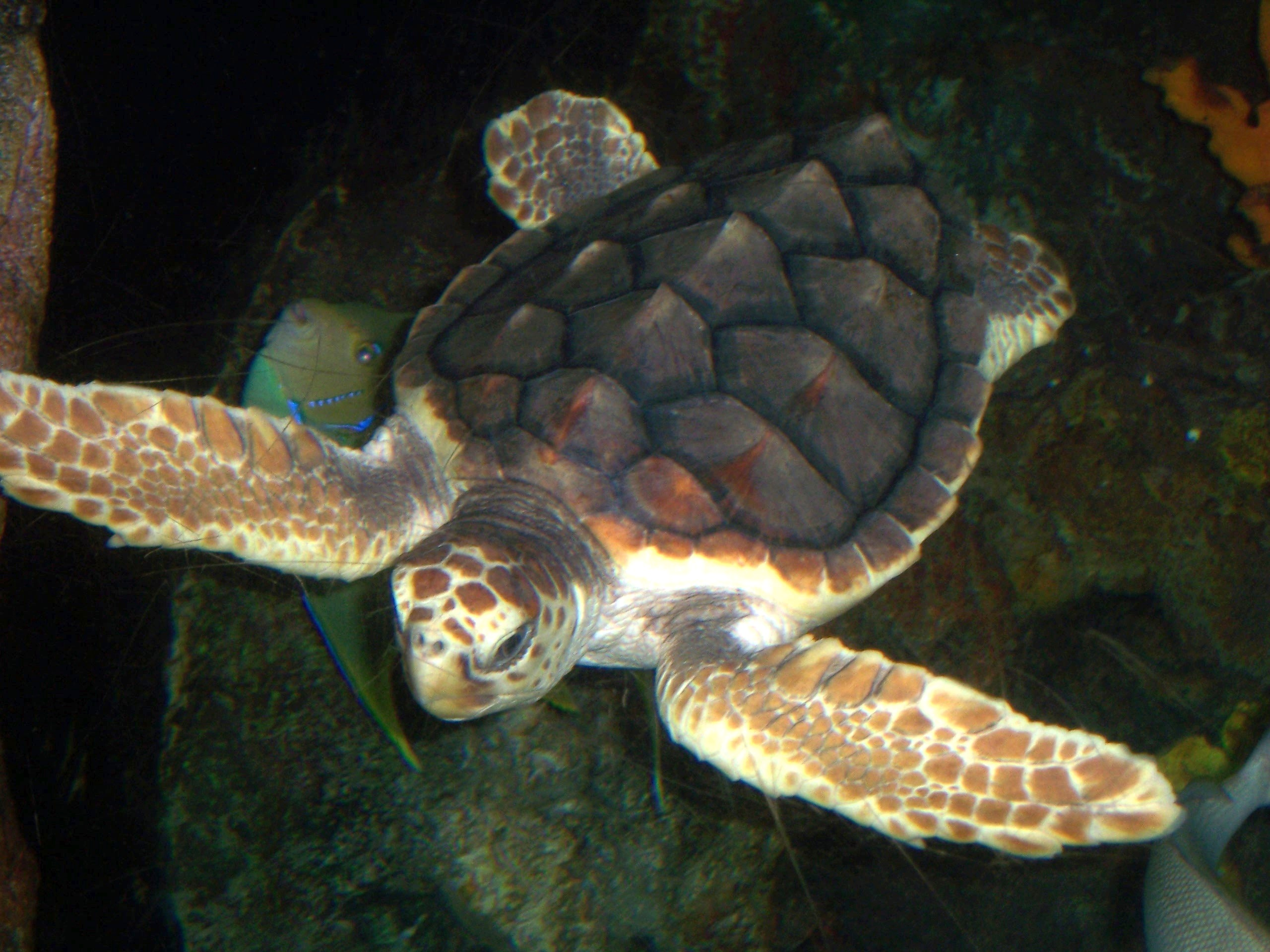
這隻赤蠵龜的甲殼是紅棕色；五片椎盾沿著中線與五對肋盾接合。

赤蠵龜是世界上最大的硬殼龜。成年赤蠵龜平均重量為80到200kg（180到440磅），平均長度為70到95cm（28至37英寸）。 紀錄中最重達545公斤（1,202磅），最長背甲長度為213cm（84英寸）。 頭和甲殼的顏色從黃橙色到紅棕色不等，而腹甲通常是淡黃色。赤蠵龜脖子和兩側在上面是棕色，側面和底部是黃色的。
赤蠵龜的殼分為兩個部分：背甲和腹甲。背甲更進一步分為甲板或甲盾。通常在背甲邊緣有11或12對緣盾。 五片椎盾從中線往下延伸與五對肋盾接合。頸板位於頭的基部。 背甲由三對下緣盾當作橋梁與腹甲接合。 腹甲具有喉盾、肱盾、胸盾、腹盾、股盾和肛盾。外殼是外部裝甲，但赤蠵龜不能將頭或四肢收進殼內。
赤蠵龜的兩性異形只在成年後可以觀察到。成年雄龜的尾巴和爪子比雌性長。雄性的腹甲比雌性短，大概是為了容納雄性較長的尾巴。公的赤蠵龜背甲比母龜來得寬且較少圓頂，公龜的頭部通常也比雌龜寬。幼龜和亞成龜的性別不能透過外觀差異確定，但可以通過解剖、腹腔鏡檢查、組織學和放射免疫測定。
位於眼睛後方的盐腺會排除從海水中攝取過多的鹽分，維持赤蠵龜體內的滲透壓平衡。因此上岸後鹽分的排泄造成了海龜流淚的現象。

## 分布

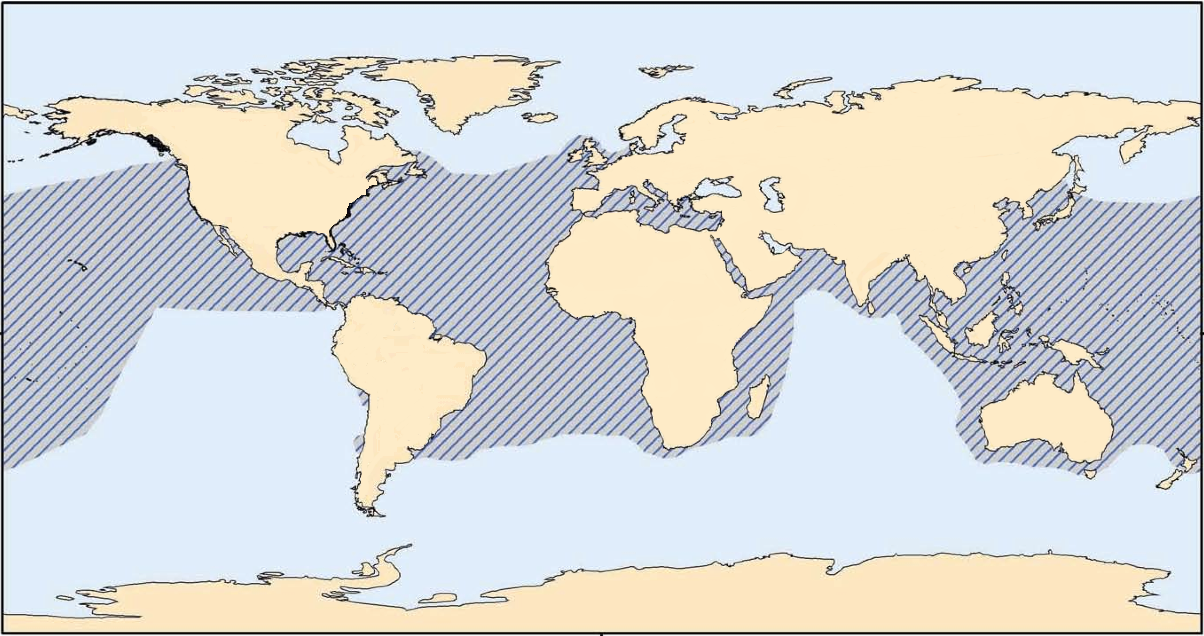
赤蠵龜分布範圍。

赤蠵龜有著大範圍的分布，築巢的範圍比其他種海龜都還要廣泛。主要棲息在大西洋、印度洋、太平洋和地中海。
在大西洋，赤蠵龜最密集的區域在北美東南海岸角和墨西哥灣。歐洲和非洲海岸線很少發現。佛羅里達州是最主要的築巢地點，每年有超過67,000個新建的巢。築巢的範圍從最北從維吉尼亞州，延伸到最南邊的巴西，向東則延長至佛德角。佛德角是大西洋東部唯一一個重要的築巢點。赤蠵龜也被發現在加拿大到巴西間的大西洋中覓食。
在印度洋，赤蠵龜沿著非洲、阿拉伯半島和阿拉伯海的海岸線覓食。沿著非洲海岸線，赤蠵龜築巢的地點從莫桑比克的巴扎魯托群島到南非的大聖露西亞濕地公園。 印度洋最大的築巢地點是位於阿拉伯半島的阿曼，約有15,000個巢穴，是世界第二大的赤蠵龜築巢點。西澳是另一個值得注意的築巢區，每年約有1,000到2,000個巢穴。
太平洋赤蠵龜住在溫帶到熱帶地區。他們在東海、太平洋西南方和沿著下加利福尼亞半島覓食。東澳和日本是主要的築巢區，而大堡礁則被認為是最重要的築巢區域。太平洋赤蠵龜偶爾在萬那杜（Vanuatu）和托克勞（Tokelau）築巢。屋久島（Yakushima Island）是最重要的地點，有三個築巢地點幾乎包含了40%在附近活動的赤蠵龜。在築巢後，母赤蠵龜會在東海居住，而冷暖流交替的黑潮則提供幼龜覓食的場所。東太平洋的數量集中在下加利福尼亞海岸，那裏的上升洋流為幼龜和亞成龜帶來豐富的食物。沿著東太平洋盆地的築巢地點很罕見。mtDNA序列多態性分析和追蹤研究指出，美國沿海95%的赤蠵龜是在西太平洋的日本孵化的。赤蠵龜利用洋流越過整個北大西洋，是所有海洋動物中距離最長的遷徙。長久以來一直有猜測赤蠵龜會返回出生的日本海攤，儘管那個路徑是沒有很多覓食機會的清水。返回出生地的證據從一隻名叫Adelita的赤蠵龜身上找到了，她於1996年時安裝了一個衛星跟蹤裝置，從墨西哥跨越太平洋進行長達14,500公里（9000英里）的旅行。Adelita是無論任何品種，第一個在海洋盆地被追蹤的動物。
地中海是幼龜的主要長大的場所，也是春季和夏季成龜常出現的地方。幾乎45%的地中海幼龜是從大西洋遷徙而來。赤蠵龜在阿爾沃蘭海（Alboran Sea）和亞得里亞海（Adriatic Sea）中覓食。
希臘是地中海附近最受歡迎的築巢地點，每年有超過3,000個巢穴。因此為了築巢的海龜著想，希臘當局不允許飛機晚上在扎金索斯（Zakynthos）起降。除了希臘沿岸，賽浦路斯（Cyprus）和土耳其沿岸也是常見的築巢場所。
其中有一個赤蠵龜標本紀錄是在愛爾蘭，當時赤蠵龜被沖上Wexford公司的Ballyhealy海灘。

## 棲息地
赤蠵龜一生大部分時間都在外海和淺水海域。他們很少上岸，除了母龜短暫的築巢和產卵。剛孵化的赤蠵龜居住在漂浮的馬尾藻團。成龜和幼龜住在大陸棚以及淺海岸河口。在大西洋西北邊，年齡是影響棲息地偏好的一個因素。與不是繁殖期的成龜相比，幼龜更常見於淺海口，較少住在入海口。在非繁殖期，赤蠵龜喜歡表面溫度為13.3-28.0°C（56-82°F）的水域。溫度27到28°C最適合母龜。
幼赤蠵龜與其他物種共享著馬尾藻團。馬尾藻團包含了多達幼龜愛吃的100種不同種類的生物。像是螞蟻、蠅類、昆蟲類、葉蟬、甲蟲類會被風吹來幼龜棲息地。而本身在馬尾藻的食物則包含藤壺、小螃蟹、魚卵和植物叢。海洋哺乳動物和有商業價值的魚類，如金槍魚，也棲息在馬尾藻團中。

## 生態和行為

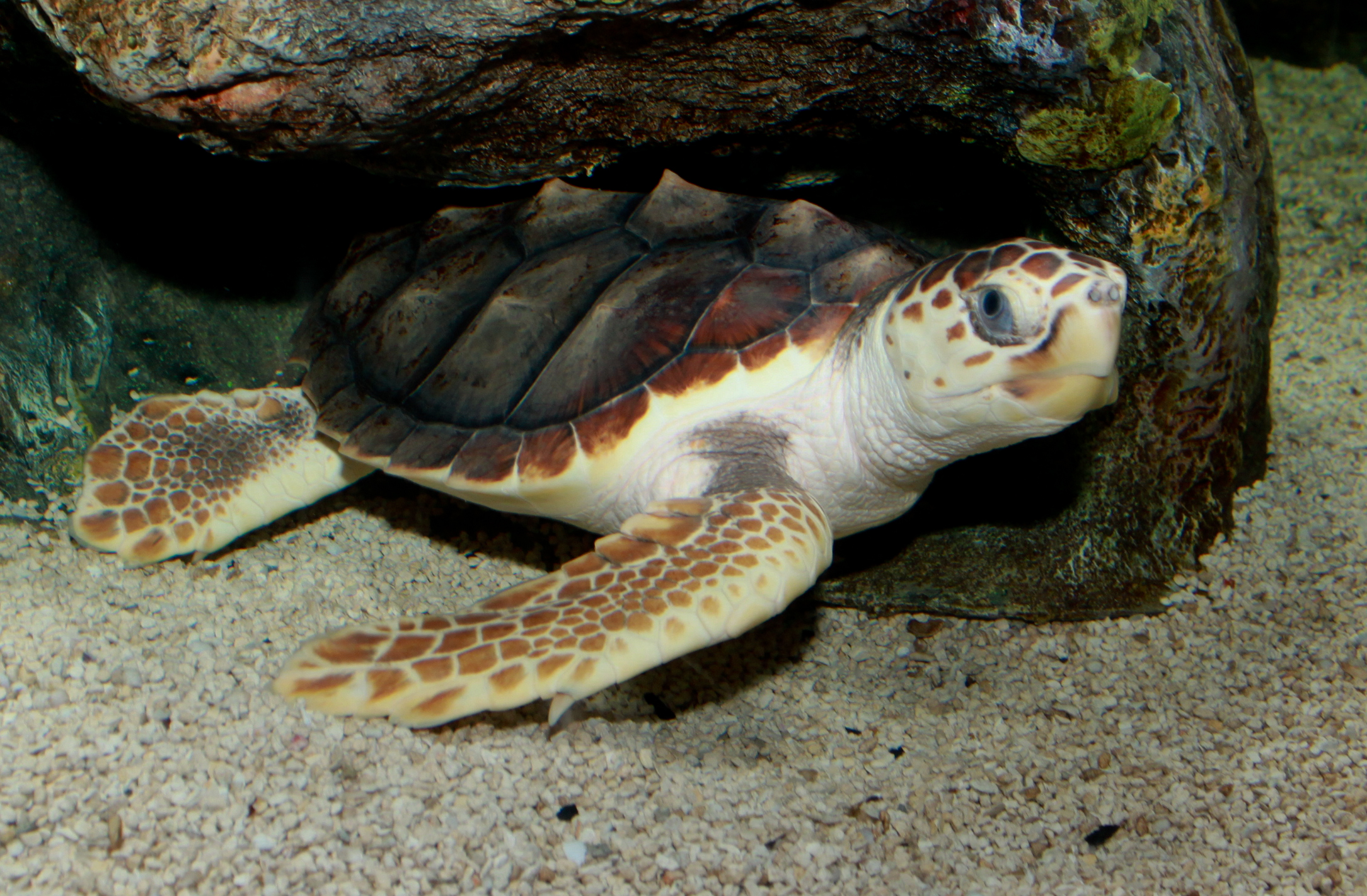
正在休息的赤蠵龜。

無論是野外的還是被飼養的赤蠵龜在白天最為活躍。被飼養的赤蠵龜的日常活動分為游泳和在底部休息。休息時，他們會伸展前肢到類似游泳的姿勢。他們保持不動，眼睛睜開或半閉，並在這時候最警戒。晚上時，赤蠵龜睡在相同位置，雙眼緊閉，反應緩慢。野生的赤蠵龜一天約85%的時間均潛在海中，雄龜比母龜潛水的時間長一點。潛水的平均時間為15到30分鐘，但他們可以持續潛水長達四小時。幼龜和成龜的游泳方式不同。幼龜將前肢併攏在甲殼兩側，只使用後肢推進。隨著成熟後，游泳方法逐漸被成龜的交替前後肢的游泳方法取代。在一歲前他們只使用後肢。
水溫會影響海龜的代謝率。在13和15℃（55和59°F）之間的溫度會使海龜疲倦。當溫度下探到10°C左右，赤蠵龜會因寒冷暈眩而漂浮。不過年輕的赤蠵龜比較耐寒，在溫度低於9℃之前不會昏迷。赤蠵龜的洄游遷徙有助於防止因寒冷而昏迷的情況。較高的水溫會使新陳代謝及心律增加。赤蠵龜在較溫暖的水中體溫上升較快，在較冷的水中體溫降低得比較慢。目前赤蠵龜的臨界最高溫度仍然未知。
雌性與雌性的競爭在其他海洋脊椎動物中是相當罕見的，但在赤蠵龜裡是常見的情形。從示威到展開攻擊是有一定步驟的。這種衝突主要發生在覓食場所。激烈程度加劇通常遵循四個步驟。首先，透過視覺和觸覺的刺激。第二，對抗開始，透過用頭和尾巴大範圍畫圈的形式上較勁。當其中一隻海龜停止動作並直接面對另一隻海龜時，激烈的對抗就開始了。第三，海龜會開始打架，彼此咬著對方的下顎。最後，兩隻海龜都往反方向離開，或是其中一隻驅趕著另一隻。對抗的程度會不會加劇取決於幾項因素，包括激素水平、能量消耗、預期結果以及位置的重要性。在所有的階段中，尾巴直立表示有要戰鬥的意願，而捲曲尾巴則顯示退縮。由於競爭所帶來的代價很高而且可能使海龜虛弱，當勝利後可以得到更好的覓食場所，碰撞程度才可能增加。 在被飼養的赤蠵龜中有更多侵略性行為的報告。赤蠵龜似乎有著領域性，並會與其他種類的海龜競爭。

### 食性

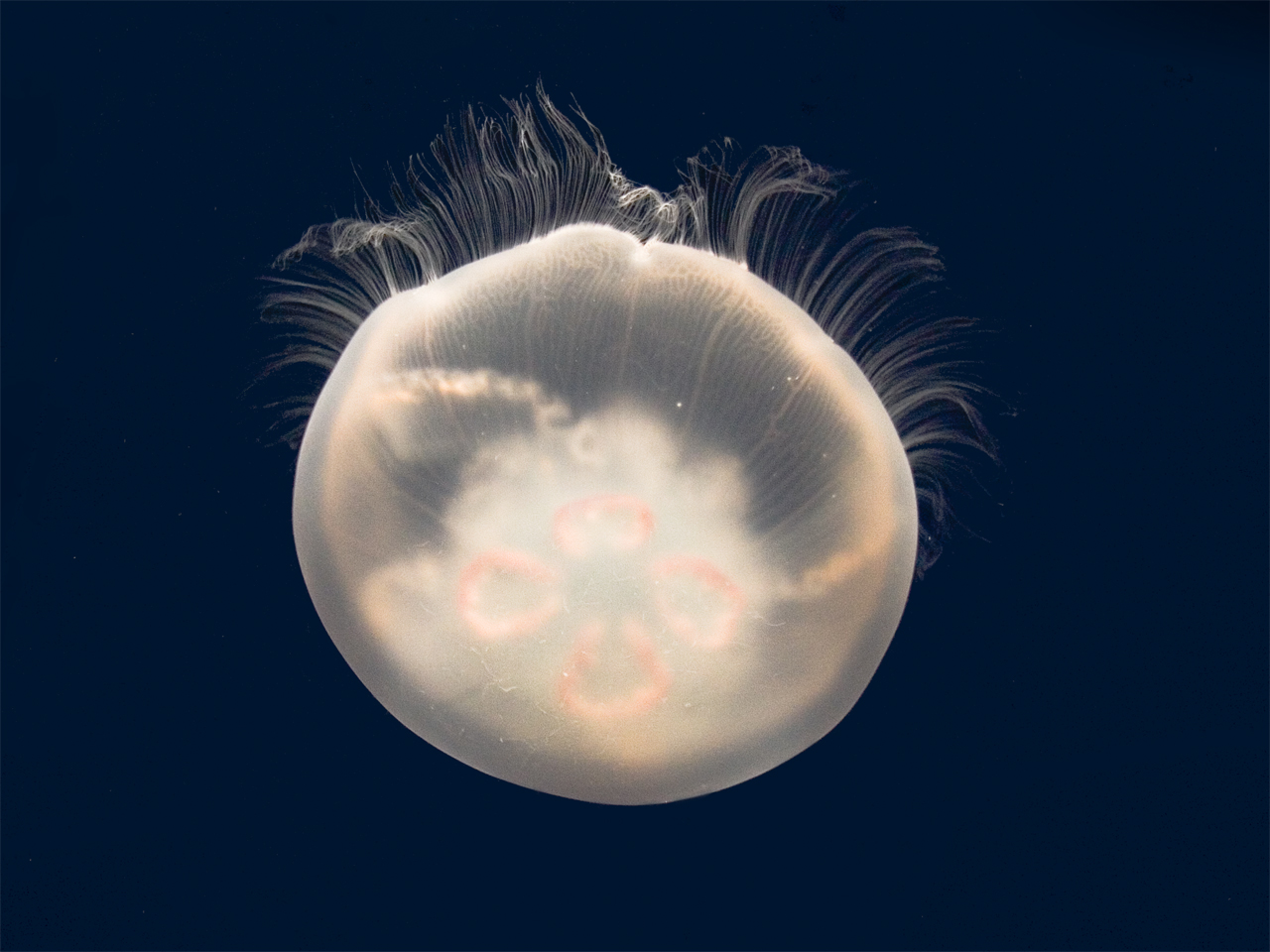
赤蠵龜在遷徙時常吃的海月水母。

赤蠵龜是雜食性的，主食底棲性無脊椎動物，如腹足類、雙殼類、十足類。其他食物包括海綿、珊瑚、海鰓、多毛綱、海葵、頭足類、藤壺、腕足類、等足類、昆蟲、苔蘚蟲類、海膽、海錢、海參、海星、魚類（魚卵、幼魚、成魚）、幼龜（包括赤蠵龜本身）、藻類和維管植物。通常在外海遷徙的過程中會吃掉水母、軟體浮游生物、漂浮的卵群、魷魚和飛魚。

赤蠵龜用他們大而有力的下顎咬碎獵物。前肢邊緣上的突起讓赤蠵龜方便操作食物。這個突起部位可以當作爪子，用來撕開嘴中太大塊的肉。赤蠵龜會側向旋轉頭部利用突起點撕裂食物。赤蠵龜的食道前端也有乳突狀的構造被黏液包覆著以濾出如魚鉤等的異物。過了乳突狀的區域則變成有許多黏液的皺褶。消化率與溫度為正相關，隨著溫度上升消化效率也越好。

### 天敵

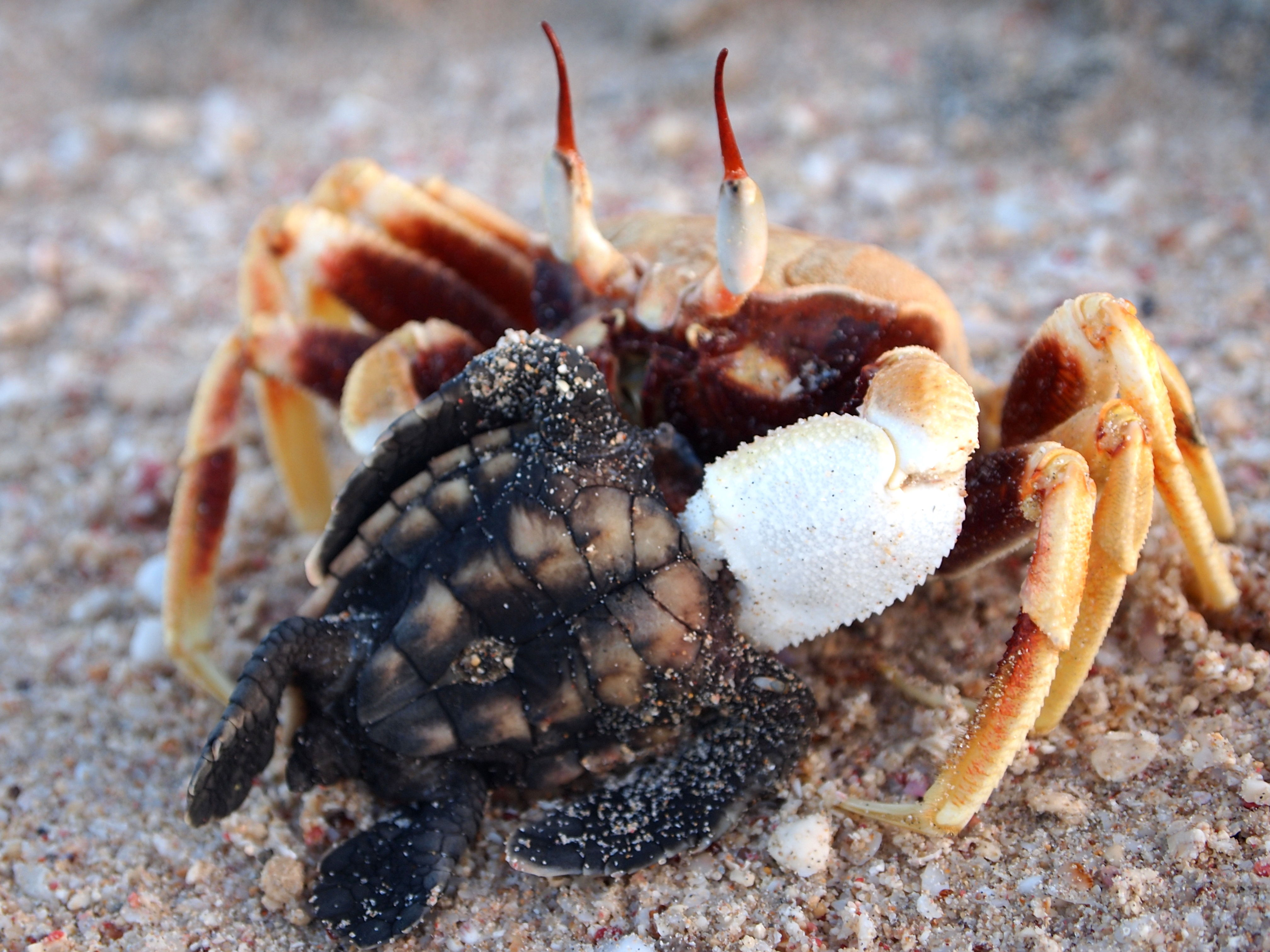
在澳洲西部的那羅魯（Gnaraloo）一隻角眼沙蟹正在獵食赤蠵龜。角眼沙蟹是盜卵和造成幼龜死亡的原因之一。

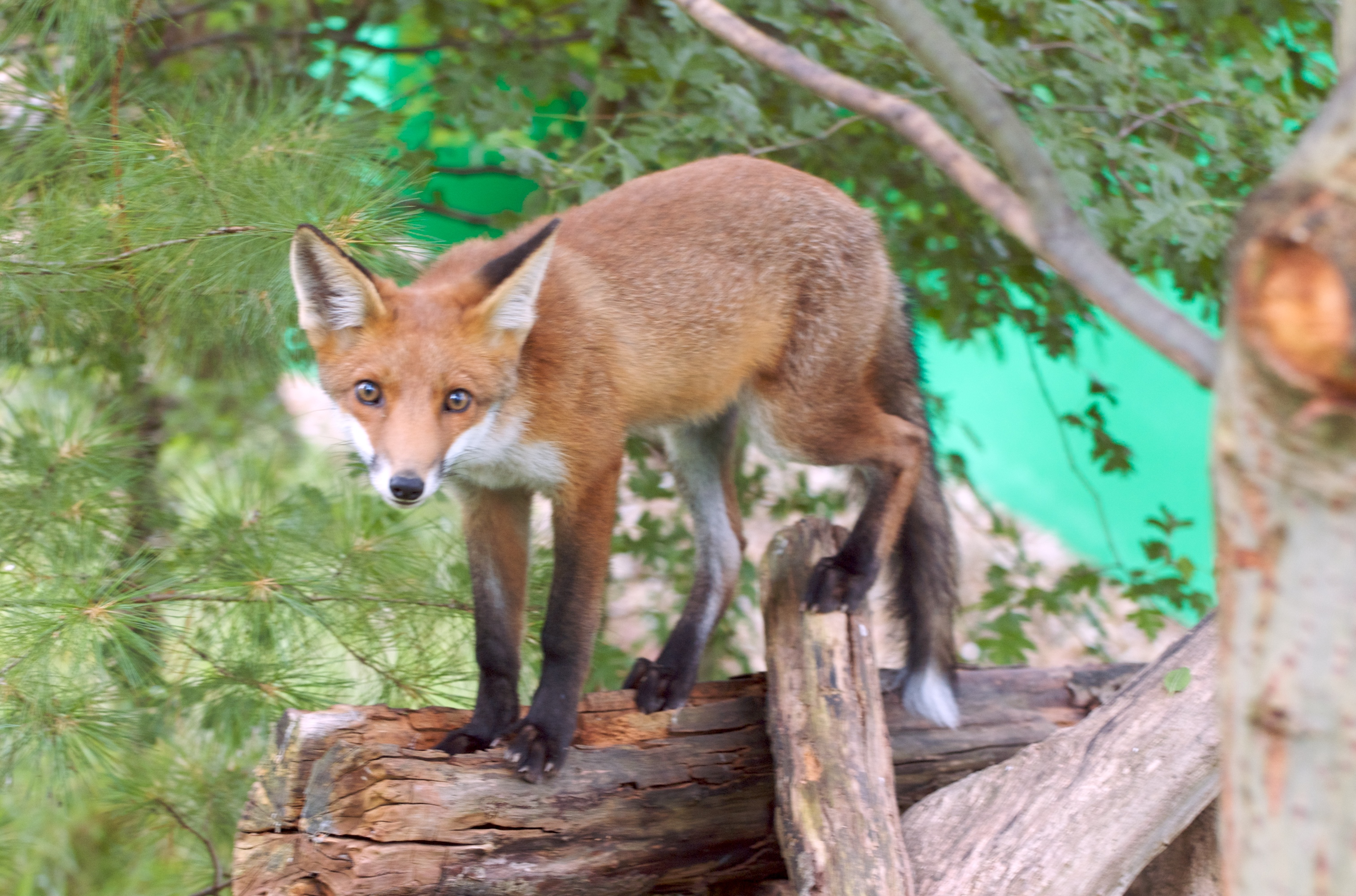
在澳洲，赤狐是對赤蠵龜巢穴有害的天敵。

赤蠵龜有許多天敵，特別是在幼龜階段。卵和待在巢裡的階段的天敵包括沙蟹、寡毛綱、甲蟲、蠅類幼蟲、螞蟻、寄生蜂幼蟲、麻蠅、蛇、海鷗、鴉類、負鼠、熊、大老鼠、犰狳、鼬、臭鼬、犬類、浣熊、貓、豬和人類。在他們前往大海的途中，幼龜會被雙翅目幼蟲、螃蟹、蟾蜍、蜥蜴、蛇、海鳥，像是軍艦鳥還有其他各種鳥類和哺乳類攻擊、捕食。在海中，幼龜的天敵包括魚，例如鸚鵡魚、鱔魚和梭子蟹類。成龜則因為他們的巨大體型比較少被攻擊，但仍然可能會被大型的鯊、鰭足類和虎鯨視為獵物。築巢的母龜則會受到麻蠅、野狗或人類的威脅。海邊的蚊子也會對築巢的母龜造成影響。
在澳洲，從英國來的移民在19世紀引進赤狐導致赤蠵龜數量大量減少。1970年代，澳洲東部沿海有高達95%的海龜卵被捕食。1980和1990年代，積極的消滅狐狸減低了狐狸所帶來的破壞；預估在2020年，赤蠵龜的數量嚴重減少將完全恢復。
在美國東南沿岸，浣熊對海龜巢穴來說傷害最大。佛羅里達州曾經紀錄著一些海灘上的其中一個產卵季，龜卵的傷亡率接近100%。這都是因為浣熊適應了都市環境而快速增加數量。透過以金屬網覆蓋巢穴明顯地降低了浣熊所帶來的危害。在北卡羅來納州的光頭島（Bald Head Island）上，每個巢穴上都覆蓋著鐵絲網，以防止當地的赤狐盜取龜卵。鐵絲網的新問題是由於鐵絲會影響幼龜的磁感發展， 這可能會使得海龜無法正確找到方向。正在努力發展非磁性材質同時防止肉食性動物穿過的障礙物。
世界上有高達40%雌龜身上的傷口，目前相信是鯊魚所造成的。

### 疾病和寄生蟲
傳染性的細菌，例如假單胞菌和沙門氏桿菌會影響赤蠵龜的卵及幼龜。真菌例如青黴菌則會感染赤蠵龜的巢穴或泄殖腔。
海龜纖維性乳突瘤症由一種皰疹型病毒引起造成赤蠵龜內部和外部長腫瘤。這些腫瘤會帶來不好的影響，如果長在眼睛上則會造成永久性失明。旋睪科（Spirorchiidae）吸蟲會寄居在赤蠵龜體內，包括重要的器官，如心臟和大腦。吸蟲感染會使得赤蠵龜變得非常虛弱。例如炎症型肺結核會引起心內膜炎和神經疾病。一種學名為Angiostoma carettae的線蟲也會感染，使得赤蠵龜呼吸道的組織病變。
超過隸屬於13個不同門，100種動物以及37種藻類寄居在赤蠵龜背上。這些寄生生物對赤蠵龜來說除了增加阻力沒有任何已知的益處，儘管這些生物會因為使殼的顏色產生鈍化效應而稍微強化偽裝。

## 生活史

### 幼年
赤蠵龜幼龜的顏色從淺棕色到幾乎黑色，沒有成龜獨特的黃色和紅色。剛孵化時約長4.6cm（1.8英寸），重約20g（0.7oz）。龜卵通常產於高於漲潮線的海灘上。卵產在靠近水的地方使得幼龜可以輕易回到海裡。赤蠵龜的性別取決於埋在沙裡的巢穴溫度。通常為26-32℃（79-90°F）。32℃孵出雌性，28℃則孵育出雄性。30℃時雌雄比例相等。巢穴中位於中間的卵往往是最大的，也是成長最快速的，孵化後進入海裡生活的前幾天也最有活力。
孵化約80天後，幼龜通常在夜晚挖開沙子離開巢穴，趁著天色昏暗降低被獵食的可能性，並減少白天沙子溫度太高造成的威脅。幼龜利用月光和星光在海面上的反射閃爍找到大海的方向。
由於離開巢到達海洋前水分會流失，幼龜最多可能會失去20%的體重。最初利用退回去的海浪將他們帶離海岸5到10米。進入海裡後，幼海龜會游泳約20小時離開海岸。在他們的大腦中有鐵的化合物當成磁鐵礦，讓幼海龜可以感應地球的磁場游往正確的方向。許多幼龜在廣闊的海洋中找到馬尾藻團以尋求掩護，直到他們長到45cm（18英寸）。住在遠洋浮游生物界的剛出生的幼龜成長至小海龜後，會遷移到近海域。

### 成熟

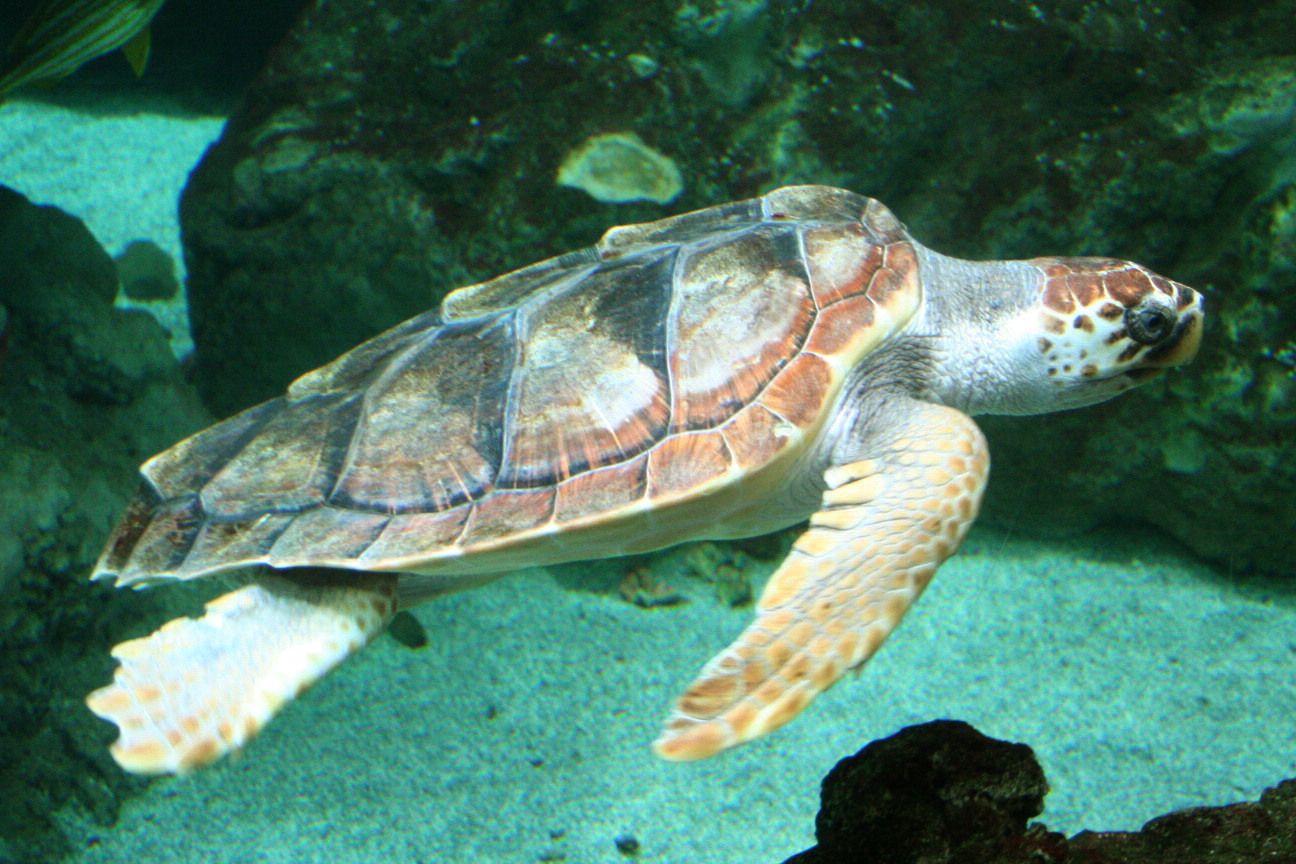
成熟的赤蠵龜。

當海水寒冷時，赤蠵龜必須遷徙到較溫暖的海域或者某些程度上的冬眠。在最冷的幾個月分中，他們會潛水長達7個小時，並只進行7分鐘的換氣。雖然時間沒有淡水海龜久，但是是跟其他需要換氣的海洋脊椎動物比起來卻是最久的。季節性的遷徙中，小海龜可以透過磁場和視覺找到方向。當兩種功能都正常時，會一起使用；如果其中一個喪失功能，單獨用另一項也足夠找到方向。赤蠵龜在遷徙時約以1.6km/h（0.9節；0.4m/s）的速度游泳。
與其他海龜相同，赤蠵龜在外海準備交配。這會在赤蠵龜遷徙到準備交配的區域後發生。在美國東南部及澳洲，母赤蠵龜第一次生產會在22-33歲左右；在南非則是17-30歲左右。至於在地中海、阿曼、日本或巴西，赤蠵龜第一次的繁殖年齡還是未知。可以繁殖的赤蠵龜背甲長約70-109cm（28-43英寸）。不過由於長度範圍太廣，所以甲殼長度不是性成熟的可靠指標。野生的赤蠵龜壽命估計約47-67年。

### 繁殖

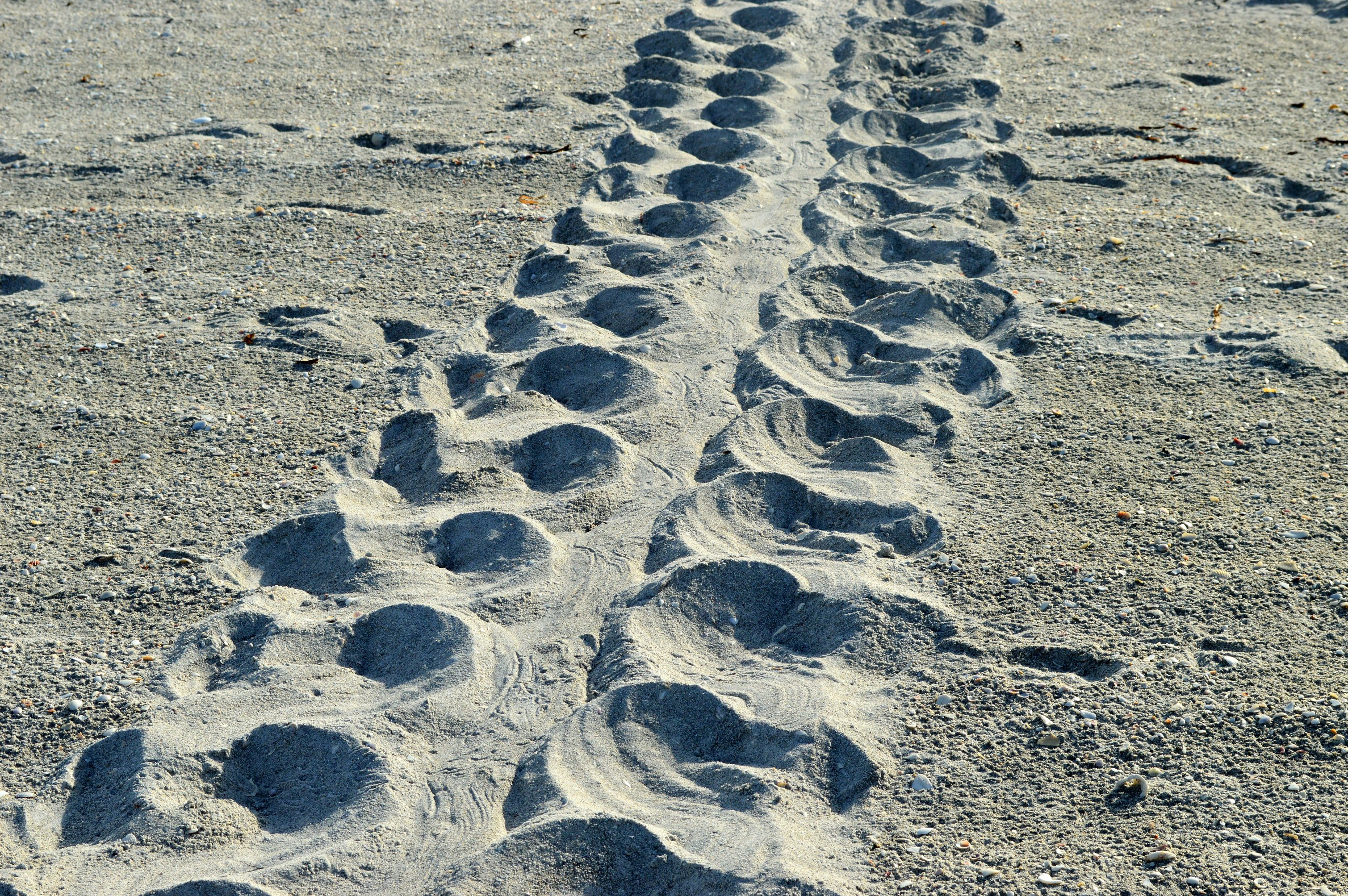
赤蠵龜留在沙灘上的足跡。

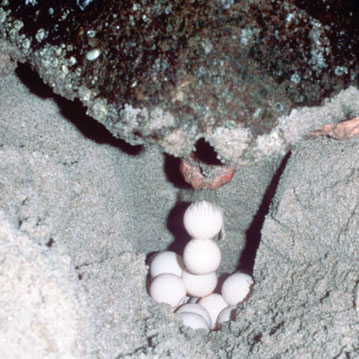
正在產卵的赤蠵龜。

母赤蠵龜第一次繁殖介於17-33歲之間，交配期可以長達六週。蠵龜會追求他們的伴侶，但追求行為還沒有被徹底觀察過。雄龜的求偶形式包括咬、用鼻尖磨蹭、頭和腳的晃動。研究顯示，母龜的泄殖腔會分泌信息素表示具有繁殖能力。在交配前，雄龜會接近雌龜並試著爬上雌龜的背，而雌龜會抗拒。接下來雄龜和雌龜會繞著彼此轉圈。如果雄龜有其他競爭對手，雌龜會讓雄龜相互競爭。勝利者會攀附上雌龜的背；在這過程中，雄龜彎曲的爪子通常會傷害到雌龜肩膀部位的甲殼。其他競爭的雄龜會啃咬正在試圖交配的雄龜，對他的蹼和尾巴造成傷害，甚至深可見骨。這種傷害會導致雄龜無法攀附上雌龜的背，而且可能需要數個禮拜才能恢復。
雌龜在一個繁殖季中平均可產下3.9窩的卵，接下來的兩三年內不會繼續產卵。與其他海龜不同，赤蠵龜的求偶和交配通常不會在靠近要築巢的海灘進行，而是會在沿著獵場和繁殖地之間遷徙路線上。最近的研究指出，赤蠵龜的排卵是受到交配刺激誘導的。透過交配行為，雌龜會排卵並由雄龜受精。這是非常獨特的，因為交配誘導排卵在哺乳類以外的動物上很罕見。在北半球，赤蠵龜的繁殖期會在三月下旬到六月上旬。築巢期非常的短暫，北半球是在5月和8月之間，南半球則是10月到隔年3月間。
赤蠵龜可以存在多重親屬關係。由於精子會被儲存起來，所以同一窩海龜會有多個父親。母龜會將精子貯存在輸卵管中直到排卵。同一窩海龜可以有多達五個父親，每個父親在同一窩卵中會貢獻一部分精子。一窩中能來自幾個不同雄龜的受精卵與雌龜的體型大小有正相關。目前有兩種假說解釋相關性。一個假說是，雄龜偏好體型大的雌龜，因為感覺起來具有更高的繁殖能力。另一個假說則是體型大的雌龜能更快的游到交配場所，使得他們有更長的交配時間。
全部種類的海龜都有類似的基本築巢行為。雌龜在繁殖季節時，每隔12-17天會回到沙灘上產卵。他們離開水，爬上沙灘，扒開表層的沙子形成一個身體形狀般的坑。用他們的後肢挖掘一個可以產下龜卵巢穴。接著雌龜把巢穴和身體坑用沙子覆蓋後，返回海里。這過程大約一到兩小時。赤蠵龜築巢會選擇在開闊的沙子區域或是在沙丘頂端，最好是在長著草的沙丘附近，可以用來掩飾巢穴。築巢的場所必須小心仔細的選擇，因為這關係到是否夠安全、危急情況出現的頻率以及對巢穴有害的天敵的特性。赤蠵龜平均一窩可產下112.4顆卵。

## 分類
林奈在1758年給了赤蠵龜第一個根據二名法規則的名字Testudo caretta。在接下來的兩個世紀，超過35種其他名字陸續被提出，而Caretta caretta這個名稱組合由Leonhard Stejneger於1902年首次提出。英文俗名＂loggerhead＂是描述赤蠵龜的巨大的頭顱。赤蠵龜屬於海龜科，該科包含了除革龜以外的現存種。對於赤蠵龜是不是一種亞種在學界仍有爭議，但多數人認為他是單一的多型種。分子遺傳學證實了赤蠵龜與肯氏龜、玳瑁以及綠蠵龜有雜交的情況。自然雜交的程度尚未被確定；但是第二世代的混血龜已經被報導了，表示一些混血海龜是具繁殖力的。

### 演化史
儘管缺乏證據，現代海龜可能是由白堊紀時期的共同祖先演化而來。像除了革龜以外的海龜一樣，赤蠵龜是古老的海龜科的一員，大約出現在4000萬年前。在現存的6個海龜科的物種中，赤蠵龜跟肯氏龜、麗龜和玳瑁的關係比跟平背龜和綠蠵龜接近。
大約300萬年前，在上新世時期，中美洲上升浮出海面，阻隔了大西洋與印度洋-太平洋海域之間的海流。隨著地球進入冰川循環，海流因為氣候變化有了新的流向。冷水上升至好望角周圍，並降低了合恩角的海水溫度，對遷徙的海龜形成了冷水阻礙。結果便是將大西洋和太平洋的赤蠵龜完全隔離。在最近的冰河時代，北美洲的海灘對龜卵來說太過於寒冷。隨著地球逐漸回暖，赤蠵龜開始會向北移動，並聚集在北邊的海灘。就是因為這樣，在北卡羅來納州和北佛羅里達產卵的海龜和南佛羅里達的群種表現出相同的遺傳特性。
不同的赤蠵龜族群有著獨特的特徵和遺傳變異。例如地中海的赤蠵龜體型平均比大西洋的赤蠵龜來得小。聚集在北大西洋和地中海的赤蠵龜都是南非的馬普特蘭赤蠵龜的後裔。南非赤蠵龜的基因現今仍然保存在這些物種中。

## 保護
許多人類的行為對赤蠵龜族群數量帶來負面的影響。因為人類的行為以及赤蠵龜需要很長一段時間才能性成熟，還有龜卵以及年輕海龜因為自然現象所造成的高死亡率，這些綜合因素導致赤蠵龜數量減少。

### 威脅

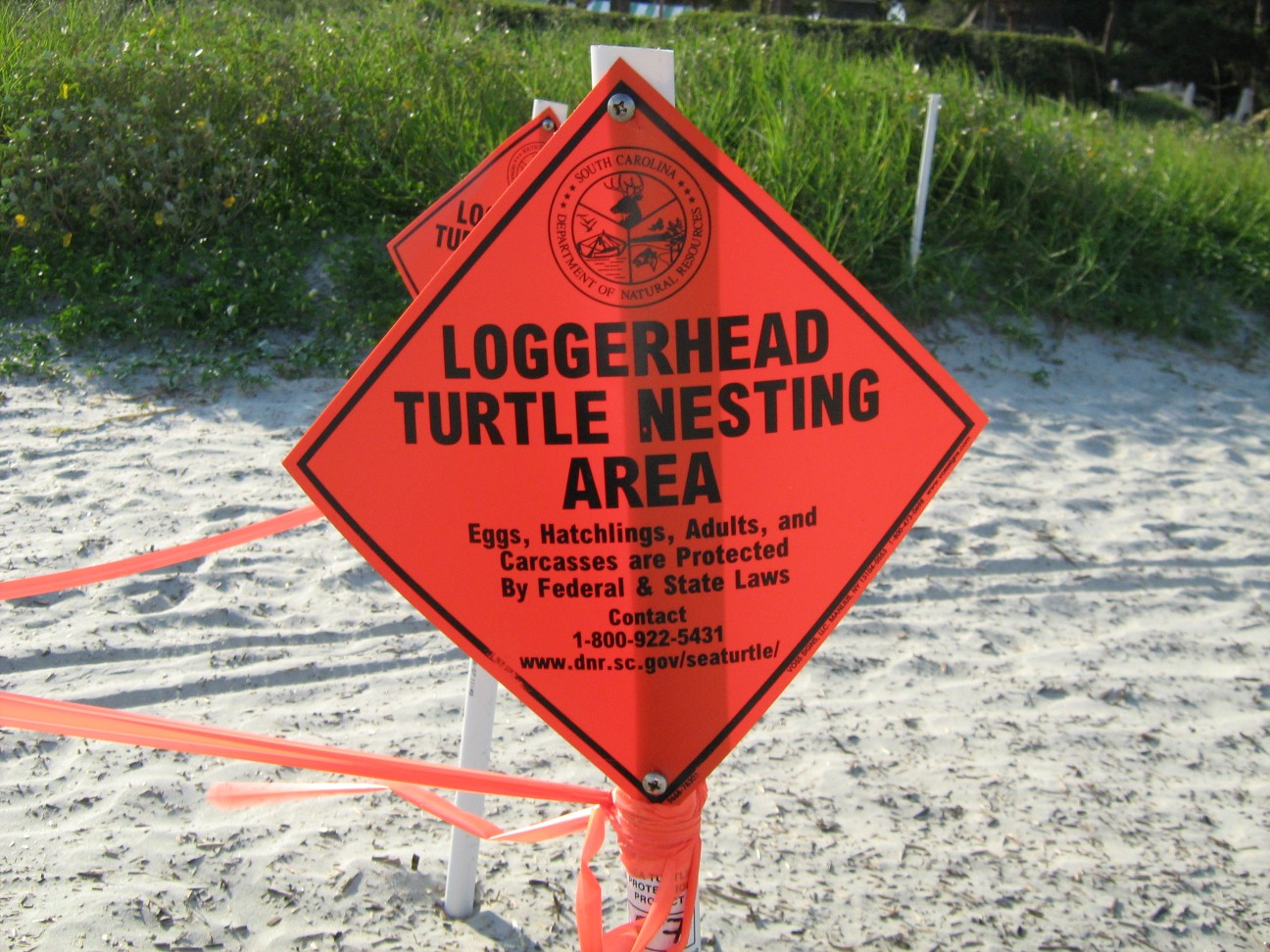
希爾頓黑德島的海龜保護計畫拉起封鎖線保護赤蠵龜巢。

赤蠵龜曾經被大肆捕殺以取得他們的肉與卵；但由於世界各地立法，消費量已經減少。儘管如此，在沒有嚴格執法的國家，龜肉和龜卵仍然會被消費。在墨西哥，烏龜蛋是一種常見的食物；當地人聲稱龜卵是一種春藥。吃龜卵或龜肉可能會導致嚴重的疾病，因為其中可能含有有害的細菌，如綠膿桿菌（Pseudomonas aeruginosa）以及粘質沙雷氏菌（Serratia marcescens），或者因為生物累積而含有高含量的有毒金屬。
美國西岸對於從日本繁殖地跨越太平洋到加利福尼亞海岸的太平洋種赤蠵龜來說，是個重要的遷徙走廊。遙測研究顯示了在北太平洋中部是小海龜重要的覓食場所。隨著重要覓食區域的發現，同時也發現到工業規模漁業誤捕的問題與之重疊；特別是過去的漂流刺網以及現在的垂繩釣漁業。許多小海龜聚集在小型海岸漁業盛行的下加利福尼亞州和墨西哥，這增加了小海龜的死亡風險；漁民回報每天每艘船會在底部的機具捉到幾十隻赤蠵龜。在常見的商業漁業中，在加利福尼亞灣的捕蝦拖抵網意外的捕捉到許多赤蠵龜。在2000年，估計有2600-6000隻赤蠵龜在太平洋海域因為遠洋漁業而死亡。
漁具對赤蠵龜來說是個海洋中最大的威脅。赤蠵龜經常被延繩或流刺網纏住。根據漁業局於2009年對於赤蠵龜狀態的檢視，在北太平洋赤蠵龜因為延繩或流刺網纏繞溺斃是最主要的威脅。赤蠵龜也會受困於陷阱、魚籠、拖抵網以及挖泥船。被這些無人管理的漁具捕獲，赤蠵龜會受到嚴重傷害甚至溺斃。用在網子和陷阱的海龜逃脫裝置有效的減少意外被捕獲的赤蠵龜數量。
每年將近24,000公噸的塑料被傾倒入海洋。海龜吞下大量的飄浮碎片，包含塑膠袋、塑膠片、塑膠球、氣球和被棄置的釣魚線。赤蠵龜可能會錯把漂浮的塑料當作是他們常吃的水母。吃下塑料會引起許多健康問題，包括了腸道的堵塞，減少營養吸收造成營養不良、窒息、潰瘍或餓死。被吃下的塑料也會釋放有毒化合物，包括了多氯聯苯，多氯聯苯可能會囤積在內部組織中。這些毒素可能會造成蛋殼變薄、組織損傷或使赤蠵龜偏離了自然行為。
人工光源阻礙了築巢，並且妨礙了剛出生的幼龜找到海邊的能力。母龜喜歡在沒有人工光源的海灘築巢。在已開發的海灘上，巢穴通常集中在高樓層的建築周圍，或許是因為這些建築物擋住了人工光源。剛出生的赤蠵龜會被水面上因為月光和星光反射而明亮的區域吸引。幼龜會被更明亮的人工光源誤導，造成往內陸移動遠離水的保護，在太陽升起後暴露在脫水和被捕食的危險下。人工光源每年造成成千上萬的幼龜死亡。
人類破壞和侵占棲息地對赤蠵龜來說是另一個威脅。最佳的築巢地點是超過漲潮線的沙攤。然而海邊的開發剝奪了適合築巢的區域，迫使赤蠵龜在靠近海浪的地方築巢。都市化造成了沙灘上淤泥堆積，降低赤蠵龜的生存能力。船塢和碼頭的建設也會破壞近海的棲息地。海上交通和疏浚減少了棲息地，當船隻與浮在海面上的海龜碰撞也可能傷害或導致死亡。
每年的氣溫變化可能會影響性別比例，因為赤蠵龜的性別由中樞溫度控制。當沙子溫度提高會使性別比率趨向於雌性。在三年間都築巢在反常的溫暖環境下產生了87-99%的雌龜。這提高了對於全球暖化與海龜滅絕之間的關聯可能性的注意。地區性的性別偏差更來自於高樓層建築，因為高樓層阻擋了陽光照射，降低了平均沙溫，有利於雄龜誕生而導致性別比例改變。

### 保育成效

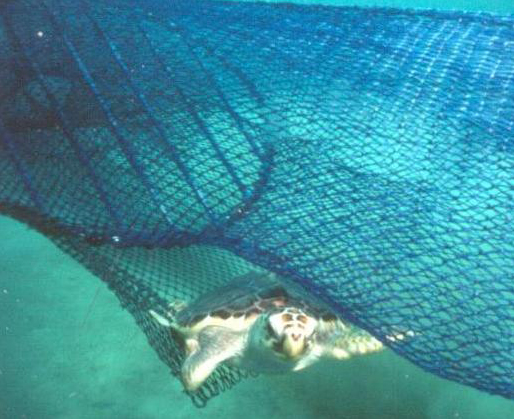
赤蠵龜透過海龜逃脫裝置從魚網逃生。

由於赤蠵龜的活動範圍相當廣泛，因此想要成功保育需要多個國家一起努力。
赤蠵龜被國際自然保護聯盟列為瀕危物種，列在瀕危野生動植物種國際貿易公約的附錄一，因此國際貿易赤蠵龜變成非法行為。在美國，美國魚類及野生動物管理局和國家海洋漁業局（National Marine Fisheries Service）將赤蠵龜列為「瀕危動物法」下受威脅的物種。赤蠵龜也在澳洲的「1999年環境保護和多物多樣性保護法」和澳洲昆士蘭的「1992年自然保護法」中被列為瀕危物種。另外有「遷徙物種公約」保護在非洲大西洋沿岸、印度洋和東南亞的赤蠵龜。在日本，「日本海龜協會」協助赤蠵龜的保育工作。希臘的「ARCHELON」也在執行保育工作。「海洋研究基金會」則在阿曼做保育工作。卡塔赫納公約（Cartagena Convention）的「特別保護區及野生動物議定書」附件二涉及可能危害海洋生態系統的汙染也保護著赤蠵龜。全球的保育組織和拖網捕蝦業者合作開發海龜逃脫裝置（TEDs）可以幫助海龜逃脫，甚至是體型最龐大的海龜。所有拖網捕蝦船被強制要求安裝海龜逃脫裝置。
許多地方在繁殖季時，工作人員和志工在沿岸搜尋海龜巢穴，研究人員也會在晚間出去尋找築巢的雌龜，做上標記和蒐集藤壺還有組織標本。志工可以在必要的情況下將巢穴移至保護區避免受到漲潮和天敵的侵害，並每天監測著巢穴的動靜。在卵孵化後志工會掀開龜巢以計算已孵化的卵、未發育的卵和死亡幼龜的數量。還留在巢穴裡的活的幼龜會被釋放回大海或帶回去做研究。通常那些缺乏活力的幼龜在孵化後爬到巢穴表面就死亡。剛孵化的幼龜用從巢穴爬到海洋的這段路線來增加四肢的力氣，為了接下來的游泳做準備。如果幫助小海龜跳過這段增加四肢力量的路程，會降低他們生存的機會。

## 象徵
赤蠵龜被印在哥倫比亞的1000比索硬幣上。在美國，赤蠵龜是南卡羅來納州的官方動物，佛羅里達州的代表性鹹水爬蟲類動物。

## 其他相關
- Adelita（英语：Adelita (turtle)），第一隻被追蹤的海龜橫跨海洋盆地。
- 海龜的威脅（英语：Sea turtle threats）

## 深入閱讀
- Bolten, Alan B.; Witherington, Blair E. . Washington, D.C.: Smithsonian Books. 2003. ISBN 1-58834-136-4.
- Lutz, Peter L.; Musick, John A.; Wyneken, Jeanette.  1. Boca Raton, Florida: CRC Press. 1997. ISBN 0-8493-8422-2.
- Lutz, Peter L.; Musick, John A.; Wyneken, Jeanette.  2. Boca Raton, Florida: CRC Press. 2003. ISBN 0-8493-8422-2.
- Gulko, D.; Eckert, K.L. . Honolulu, Hawai’i: Mutual Publishing. 2004. ISBN 1-56647-651-8.

## 外部連結
- ARKive网的赤蠵龜媒体资料